# Osek (Řenče)
Osek je malá vesnice, část obce Řenče v okrese Plzeň-jih v Plzeňském kraji. Nachází se asi dva kilometry severozápadně od Řenče. Osek leží v katastrálním území Osek u Vodokrt o rozloze 3,28 km².

## Historie
První písemná zmínka o vesnici pochází z roku 1379.

## Obyvatelstvo
| Rok            | 1869 | 1880 | 1890 | 1900 | 1910 | 1921 | 1930 | 1950 | 1961 | 1970 | 1980 | 1991 | 2001 | 2011 | 2021 |
| -------------- | ---- | ---- | ---- | ---- | ---- | ---- | ---- | ---- | ---- | ---- | ---- | ---- | ---- | ---- | ---- |
| Počet obyvatel | 217  | 199  | 182  | 172  | 170  | 194  | 178  | 145  | 135  | 123  | 100  | 82   | 104  | 133  | 111  |
| Počet domů     | 34   | 37   | 37   | 35   | 33   | 33   | 33   | 31   | 31   | 30   | 29   | 32   | 34   | 37   | 37   |

## Obecní správa
Při sčítání lidu v letech 1850–1959 Osek byl samostatnou obcí v okrese Přeštice. V letech 1960–1979 byl částí obce Vodokrty v okrese Plzeň-jih. Od 1. ledna 1980 je částí obce Řenče v okrese Plzeň-jih.

## Osobnosti
Narodil se tu Petr Špelina (1830–1897), ve druhé polovině 19. století poslanec Říšské rady a děkan katedrální kapituly v Českých Budějovicích.